# Pabna
Pabna (en bengalí: পাবনা) es un municipio localizado en el división administrativa de Rajshahi, en Bangladés. Conforme a los datos de 2012, poseía 186.781 habitantes.